# Clube Atlético Juventus
El Clube Atlético Juventus es un club de fútbol brasileño de la ciudad de São Paulo. Fue fundado en 1924 y actualmente juega en el Campeonato Paulista Serie A2, la segunda división del estado de São Paulo. Es uno de los tradicionales clubes del estado de São Paulo y su torneo más grande fue el Campeonato Brasileño de Serie B ganado en 1983, si bien no le fue permitido ascender a la máxima categoría debido a una reestructuración de la misma.

## Palmarés

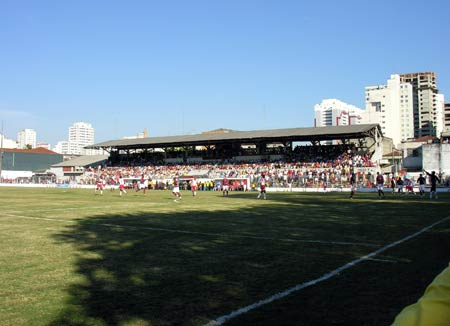
Partido del Juventus en el estadio Rua Javari

- Campeonato Paulista (1): 1934 (FPF)[3]
- Campeonato Brasileiro Série B (1): 1983
- Copa FPF (1): 2007
- Taça Campeonato Estadual FPF (1): 1934
- Campeonato Paulista Série A2 (2): 1929, 2005